# Buchobjekt
Als Buchobjekt wird alles bezeichnet, was aussieht wie ein Buch, aber keines ist, sondern eine Verfremdung desselben darstellt.

## Geschichte
Die kunsthistorischen Vorstufen neuerer Objektbücherproduktion findet man im Jugendstil und in den zwanziger Jahren, so bei den russischen Konstruktivisten und Dadaisten. Bei den Pariser Surrealisten stößt man auf Inkunabeln, die für die Entwicklung des Buchobjekts von besonderer Bedeutung waren. So hatte der französische Buchbinder Georges Hugnet 1934 sein Buch Onan mit einem Einband versehen, der aus mehreren Glasscheiben und verschieden eingefärbtem Sand bestand. Bei Marcel Duchamps Marchand du Sel waren die Buchdeckel von Georges Paul Leroux als eine Montage aus Uhrfedern und Zahnrädern verarbeitet worden. Für das Manuskript von André Bretons und Philippe Soupaults Les champs magnétiques wurde 1919 ein Buchkasten aus Holz geschnitzt – „Die Darstellung eines Totenschädels, den grimassierende Ungeheuer und Höllenvögel enthäuten, ...“

## Buchobjekte in der Kunst
Buchobjekte stellen bestimmte Formen des Künstlerbuchs dar, die zwar wesentliche Kennzeichen eines Buches aufweisen, deren Einband und/oder Buchblock aber Kraft künstlerischer Phantasie mehr oder weniger abweichend von normalen Büchern gestaltet wurde, meist unter Verwendung artfremder Materialien. So wandeln künstlerisch gestaltete Buchobjekte zum Beispiel auch die klassische Codex-Form, bestehend aus Seiten zwischen Deckeln, ab und reduzieren sie zum Teil auf den Ursprung einer Text- oder Ideen-Sammlung. Derartige Buchobjekte sind oft Unikate oder in sehr kleiner Anzahl von einem Künstler handgefertigt. Sie werden häufig von Liebhabern und Museen gesammelt (Bibliophilie), seltener hingegen von Bibliotheken.
Ein Kulissenbuch ist ein Buch, das beim Aufklappen den Eindruck einer Bühne vermittelt.

## Buchobjekte als Alltagsgegenstände

Buchobjekt in Form von Salz- und Pfefferstreuer

Schon im 17. Jahrhundert gab es beispielsweise Nachtstühle, die aussahen wie ein Stapel Folianten oder Bibeln, in denen sich Schnapsflaschen, verstecken ließen. Heute lassen sich in verschiedenen Bereichen des Alltags Gegenstände ausmachen, die sich mit der Form des Buches schmücken, wie beispielsweise Feuerzeuge, Aschenbecher, Tonbandgeräte, Gewürzbehälter und Ähnliches. Auch werden zum Beispiel Socken, Eheringe, Pizza, Pralinen oder Parfüm in Verpackungen angeboten, die aussehen wie ein Buch.